# Liste der Naturdenkmale in Besigheim
| Naturdenkmale | Anzahl |
| ------------- | ------ |
| FND           | 20     |
| END           | 1      |
| Gesamt        | 21     |

Die Liste der Naturdenkmale in Besigheim nennt die verordneten Naturdenkmale (ND) der im baden-württembergischen Landkreis Ludwigsburg liegenden Gemeinde Besigheim. In Besigheim gibt es insgesamt 20 als Naturdenkmal geschützte Objekte, davon 20 flächenhafte Naturdenkmale (FND) und 1 Einzelgebilde-Naturdenkmal (END).
Stand: 1. Dezember 2024.

## Flächenhafte Naturdenkmale (FND)
| Name                                             | Bild | Kennung     | Einzelheiten | Position | Fläche Hektar | Datum         |
| ------------------------------------------------ | ---- | ----------- | ------------ | -------- | ------------- | ------------- |
| Auwald Brühl                                     | BW   | 81180070010 | Besigheim    | ⊙        | 2,1           | 2. Apr. 1993  |
| Bachklinge mit Gehölzen                          | BW   | 81180070016 | Besigheim    | ⊙        | 0,9           | 7. Juli 1989  |
| Brachberg I                                      | BW   | 81180070012 | Besigheim    | ⊙        | 1,6           | 7. Juli 1989  |
| Brachberg II                                     | BW   | 81180070013 | Besigheim    | ⊙        | 1,3           | 7. Juli 1989  |
| Brachberg III                                    | BW   | 81180070014 | Besigheim    | ⊙        | 3,3           | 7. Juli 1989  |
| Dolinenfeld im Hartwald                          | BW   | 81180070019 | Besigheim    | ⊙        | 1,1           | 2. Apr. 1993  |
| Enzinsel                                         | BW   | 81180070002 | Besigheim    | ⊙        | 0,3           | 7. Juli 1989  |
| Feldgehölz, Ödland u.Steinriegel „Deutelstähl“   | BW   | 81180070011 | Besigheim    | ⊙        | 1,9           | 7. Juli 1989  |
| Feldgehölze „Häslachrain“                        | BW   | 81180070008 | Besigheim    | ⊙        | 1,1           | 7. Juli 1989  |
| Feuchtgebiet „Ried“                              | BW   | 81180070015 | Besigheim    | ⊙        | 0,5           | 7. Juli 1989  |
| Feuchtgebiet unter der Bernhalde                 | BW   | 81180070017 | Besigheim    | ⊙        | 1,0           | 2. Apr. 1993  |
| Feuchtgebiet „Untere Hägenau“                    | BW   | 81180070006 | Besigheim    | ⊙        | 0,9           | 7. Juli 1989  |
| Hermannsklinge                                   | BW   | 81180070018 | Besigheim    | ⊙        | 2,3           | 7. Juli 1989  |
| Hohlweg und Magerrasen am Wartturm               | BW   | 81180070020 | Besigheim    | ⊙        | 1,1           | 2. Apr. 1993  |
| „Hörnle“ und Umgebung                            | BW   | 81180070007 | Besigheim    | ⊙        | 4,6           | 7. Juli 1989  |
| Klinge am Wurmberg                               | BW   | 81180070005 | Besigheim    | ⊙        | 0,6           | 7. Juli 1989  |
| Pflanzenstandort „Neckarhälde“                   | BW   | 81180070009 | Besigheim    | ⊙        | 2,0           | 7. Juli 1989  |
| Steppenheidewald u.Pflanzenstandort „Galgenrain“ | BW   | 81180070004 | Besigheim    | ⊙        | 4,1           | 7. Juli 1989  |
| 2 Dolinen                                        | BW   | 81180070001 | Besigheim    | ⊙        | 0,6           | 7. Juli 1989  |
| Ehemalige Lehmgrube am Spindelberg               |      | 81180070021 | Besigheim    | ⊙        | 4,2           | 22. Nov. 2022 |
| Legende für Naturdenkmal                         |      |             |              |          |               |               |

## Einzelgebilde (END)
| Name                        | Bild | Kennung     | Einzelheiten | Position | Fläche Hektar | Datum        |
| --------------------------- | ---- | ----------- | ------------ | -------- | ------------- | ------------ |
| 1 Winterlinde "Lindenbusch" | BW   | 81180070003 | Besigheim    | ⊙        | 0,0           | 7. Juli 1989 |
| Legende für Naturdenkmal    |      |             |              |          |               |              |